# Liste der Lieder von Nena
Dies ist eine Liste der Lieder der deutschen Popmusik-Sängerin Nena beziehungsweise der Band Nena und ihrer ersten Band The Stripes.
Aufgelistet sind alle Lieder der Alben, des Weiteren befinden sich alle Non-Album-Tracks und Cover in dieser Liste.

## #
| # | Titel                                            | Autoren                                             | Album            | Jahr |
| - | ------------------------------------------------ | --------------------------------------------------- | ---------------- | ---- |
| 1 | 1:59 (The Stripes)                               | Rainer Kitzmann                                     | The Stripes      | 1980 |
| 2 | 99 Luftballons erschien als Single               | Jörn-Uwe Fahrenkrog-Petersen, Carlo Karges          | Nena             | 1983 |
| 3 | 99 Luftballons (New Version) erschien als Single | Jörn-Uwe Fahrenkrog-Petersen, Carlo Karges          | Nena feat. Nena  | 2002 |
| 4 | 99 Luftballons (New Version)                     | Jörn-Uwe Fahrenkrog-Petersen, Carlo Karges          | Best Of Nena     | 2009 |
| 5 | 99 Red Balloons erschien als Single              | Carlo Karges, Uwe Fahrenkrog-Petersen, Kevin McAlea | 99 Luftballons   | 1984 |
| 6 | ? (Fragezeichen) erschien als Single             | Jörn-Uwe Fahrenkrog-Petersen, Nena Kerner           | ? (Fragezeichen) | 1984 |
| 7 | ? (Questionmark)                                 | Carlo Karges                                        | 99 Luftballons   | 1984 |

## A
| #  | Titel                                                           | Autoren                                              | Album                         | Jahr |
| -- | --------------------------------------------------------------- | ---------------------------------------------------- | ----------------------------- | ---- |
| 1  | Abendstille                                                     | Fritz Jöde, Otto Laub                                | Tausend Sterne                | 2002 |
| 2  | Abschied                                                        | Nena Kerner                                          | Wunder gescheh’n              | 1989 |
| 3  | Adventslied                                                     | Nena Kerner                                          | NENAs Weihnachtsreise         | 1997 |
| 4  | Afrika                                                          | Nena, Phillip Palm                                   | Liederbox Vol. 1              | 2013 |
| 5  | After The Goldrush                                              | Neil Young                                           | Cover Me                      | 2007 |
| 6  | Alle Jahre wieder                                               | Friedrich Silcher, Wilhelm Hey                       | NENAs Weihnachtsreise         | 1997 |
| 7  | Alle meine Entchen                                              | Nena Kerner                                          | Unser Apfelhaus               | 1995 |
| 8  | Alle Vögel sind schon da                                        | Jens Kuphal, Nena Kerner, Jürgen Dehmel              | Komm lieber Mai…              | 1990 |
| 9  | Alles neu                                                       | Nena Kerner, Annika Line Trost, Simeon Kerner        | Licht                         | 2020 |
| 10 | Alles still                                                     | Philipp Palm, Heinrich Hoffmann von Fallersleben     | Tausend Sterne                | 2002 |
| 11 | Alles viel zu schön                                             | Nena Kerner, Rudy Nielson                            | Bongo Girl                    | 1992 |
| 12 | Alles was du willst erschien als Single                         | Nena Kerner, Annette Humpe, Luci van Org, Inga Humpe | Jamma nich                    | 1998 |
| 13 | Ameisen                                                         | Nena Kerner, Philipp Palm                            | Himmel, Sonne, Wind und Regen | 2008 |
| 14 | Ameisenhaufen                                                   | Derek Krogh, Phillip Palm, Darek Von Krogh           | Liederbox Vol. 1              | 2013 |
| 15 | Amerika                                                         | Annette Humpe, Nena Kerner, Ralf Hartmann            | Jamma nich                    | 1998 |
| 16 | Anyplace Anywhere Anytime                                       | Jörn-Uwe Fahrenkrog-Petersen, Carlo Karges, Dalbello | It’s All In The Game          | 1985 |
| 17 | Anyplace, Anywhere, Anytime erschien als Single (mit Kim Wilde) | Jörn-Uwe Fahrenkrog-Petersen, Carlo Karges, Dalbello | Nena feat. Nena               | 2002 |
| 18 | Are You Awake?                                                  | Jörn-Uwe Fahrenkrog-Petersen, Carlo Karges, Dalbello | It’s All In The Game          | 1985 |
| 19 | Armer weißer Mann                                               | Gabriele Kerner                                      | Und alles dreht sich          | 1994 |
| 20 | Astronaut                                                       | Kraans de Lutin, Mark Schlumberger                   | Cover Me                      | 2007 |
| 21 | At The Movies                                                   | Rolf Brendel, Roy Brown                              | It’s All In The Game          | 1984 |
| 22 | Auf dich und auf mich                                           | Luci van Org, Nena                                   | Jamma nich                    | 1997 |
| 23 | Auf einem Baum ein Kuckuck saß                                  | Nena Kerner                                          | Unser Apfelhaus               | 1995 |
| 24 | Auf einmal warst du da                                          | Nena Kerner, Leon Weick, Simeon Kerner               | Licht                         | 2020 |
| 25 | Auf unserer Wiese gehet was                                     | Nena Kerner                                          | Unser Apfelhaus               | 1995 |
| 26 | Auf Wiedersehn                                                  | Carlo Karges, Dalbello, Jürgen Dehmel                | It’s All In The Game          | 1985 |
| 27 | A.U.S. – aus: Blues                                             | Nena Kerner                                          | Liederbox Vol. 1              | 2013 |
| 28 | A.U.S. – aus: Bossa Nova                                        | Nena Kerner                                          | Liederbox Vol. 1              | 2013 |
| 29 | A.U.S. – aus: Punk                                              | Nena Kerner                                          | Liederbox Vol. 1              | 2013 |
| 30 | A.U.S. – aus: Samuel                                            | Nena Kerner                                          | Liederbox Vol. 1              | 2013 |
| 31 | A.U.S. – aus: Swing                                             | Nena Kerner                                          | Liederbox Vol. 1              | 2013 |
| 32 | A.U.S. – aus: Twist                                             | Nena Kerner                                          | Liederbox Vol. 1              | 2013 |

## B
| #  | Titel                                     | Autoren                                                                             | Album                         | Jahr |
| -- | ----------------------------------------- | ----------------------------------------------------------------------------------- | ----------------------------- | ---- |
| 1  | Badespaß                                  | Lukas Hilbert                                                                       | Nena macht... Rabatz          | 1999 |
| 2  | Bang Bang mit Toktok                      | Nerk PP, Fabian Feyerabendt, Nena                                                   | Bang Bang (CD Single)         | 2004 |
| 3  | Bastellied                                | Nena Kerner                                                                         | NENAs Weihnachtsreise         | 1997 |
| 4  | Baum mit Philipp Palm                     | Nena Kerner, Philipp Palm                                                           | Himmel, Sonne, Wind und Regen | 2008 |
| 5  | Be My Rebel mit Dave Stewart              |                                                                                     | Nichts Versäumt Live          | 2018 |
| 6  | Because I Love You So mit Duncan Townsend | Duncan Townsend                                                                     | Caravan Of Love (CD Single)   | 2006 |
| 7  | Berufsjugendlich                          | Derek Von Krogh, Jan van der Toorn, John Andrews, Nena Kerner, Herr Sorge, Dr. Zorn | Oldschool                     | 2015 |
| 8  | Besser gehts nicht                        | Derek Von Krogh, Nena Kerner, Arne Augustin                                         | Du Bist Gut                   | 2012 |
| 9  | Betonblock                                | Jan van der Toorn, Derek von Krogh, Nena, Herr Sorge                                | Oldschool                     | 2015 |
| 10 | Big Yellow Taxi                           | Joni Mitchell                                                                       | Cover Me                      | 2007 |
| 11 | Blowin’ In The Wind                       | Bob Dylan                                                                           | Cover Me                      | 2007 |
| 12 | Bongo Girl                                | Nena Kerner, Jürgen Dehmel                                                          | Bongo Girl                    | 1992 |
| 13 | Bruder                                    | Jan van der Toorn, Derek von Krogh, John Andrews, Nena, Herr Sorge                  | Oldschool                     | 2015 |
| 14 | Brüderchen komm tanz mit mir              | Engelbert Humperdinck                                                               | Unser Apfelhaus               | 1995 |

## C
| # | Titel                               | Autoren                                                               | Album                       | Jahr |
| - | ----------------------------------- | --------------------------------------------------------------------- | --------------------------- | ---- |
| 1 | Caravan of Love mit Duncan Townsend | Ernest Isley, Marvin Isley, Chris Jasper                              | Caravan of Love (Single-CD) | 2006 |
| 2 | Carpe diem erschien als Single      | Nena Kerner, Florian Sitzmann, Philip Palm                            | Chokmah                     | 2001 |
| 3 | Children of the Revolution          | Marc Bolan                                                            | Cover Me                    | 2007 |
| 4 | Chokmah                             | Nena Kerner, Florian Sitzman                                          | Chokmah                     | 2001 |
| 5 | Club der Leisen                     | Nena Kerner, Florian Sitzman, Jörg Dudys, Robbee Mariano, Van Romaine | Chokmah                     | 2001 |
| 6 | Con Bongo                           | Nena Kerner                                                           | Live                        | 1995 |
| 7 | Conversation                        | Nena Kerner, Benni Freitag                                            | Bongo Girl                  | 1992 |

## D
| #  | Titel                                               | Autoren | Album                                           | Jahr |
| -- | --------------------------------------------------- | --- | ----------------------------------------------- | ---- |
| 1  | Da da dam (Ich geb dir mein Ja)                     | Nena Kerner, Derek von Krogh, John Andrews, Annika Line Trost, Larissa Kerner, Paul Di Leo, Samuel Kerner, Sakias Kerner      | Licht                                           | 2020 |
| 2  | Dafür ist das Leben zu kurz                         | Nena Kerner | Chokmah                                         | 2001 |
| 3  | Dann fiel mir auf erschien als Single               | Tony Bruno, Carsten Pape, Lukas Hilbert, Nena Kerner, Luci van Org, Philipp Palm, Carsten P.                                  | Wenn alles richtig ist, dann stimmt was nich    | 1998 |
| 4  | Darkness                                            | Peter Gabriel | Cover Me                                        | 2007 |
| 5  | Das alte Lied                                       | Carlo Karges, Jürgen Dehmel                                                                                                   | Feuer und Flamme                                | 1985 |
| 6  | Das ist nicht alles erschien als Single             | Derek Von Krogh, Nena Kerner, Paul Di Leo, Arne Augustin                                                                      | Du Bist Gut                                     | 2012 |
| 7  | Das ist normal                                      | Tony Bruno, Lukas Hilbert, Nena Kerner, Philipp Palm, Jean Francois Chamberlan                                                | Wenn alles richtig ist, dann stimmt was nich    | 1998 |
| 8  | Das Jahr 2000                                       | Hildegard Knef, Herbert Rehbein                                                                                               | Cover Me                                        | 2007 |
| 9  | Das Land der Elefanten                              | Jörn-Uwe Fahrenkrog-Petersen, Nena Kerner                                                                                     | ? (Fragezeichen)                                | 1984 |
| 10 | Das Lied dieser Welt mit Sebastian Krumbiegel       | Axel Kroell, Tina Baker, Gabriele Kerner                                                                                      | Nena und die Bambus Bären Bande                 | 1996 |
| 11 | Das schöne Meer                                     | Carlo Karges, Axel Kroell, Tina Baker, Gabriele Kerner                                                                        | Nena und die Bambus Bären Bande                 | 1996 |
| 12 | Das verträgt sich nicht mit uns                     | Jörn-Uwe Fahrenkrog-Petersen, Nena Kerner, Derek von Krogh, P. Di Leo, N. Rahy, Patrick Christensen, Van Romaine,             | Willst du mit mir gehn                          | 2005 |
| 13 | Das Wandern ist des Müllers Lust                    | Carl Friedrich Zöllner, Wilhelm Müller                                                                                        | Unser Apfelhaus                                 | 1995 |
| 14 | Dein Herz für Kinder mit Maffay - Zuckowski         | Rolf Zuckowski | Dein Herz für Kinder                            | 2008 |
| 15 | Deine Flügel brechen nicht                          | Derek Von Krogh, Nena Kerner, Arne Augustin                                                                                   | Du Bist Gut                                     | 2012 |
| 16 | Der Anfang                                          | Jörn-Uwe Fahrenkrog-Petersen, Nena Kerner, Derek von Krogh, P. Di Leo, N. Rahy, A. Augustin, Patrick Christensen, Van Romaine | Willst du mit mir gehn                          | 2005 |
| 17 | Der Anfang vom Ende                                 | Nena Kerner | ? (Fragezeichen)                                | 1984 |
| 18 | Der Bus is’ schon weg                               | Carlo Karges | ? (Fragezeichen)                                | 1984 |
| 19 | Der dritte Advent                                   | | Nenas Weihnachtsreise                           | 1997 |
| 20 | Der erste Advent                                    | | Nenas Weihnachtsreise                           | 1997 |
| 21 | Der Kuckuck und der Esel                            | Jens Kuphal, Nena Kerner, Jürgen Dehmel                                                                                       | Komm lieber Mai…                                | 1990 |
| 22 | Der letzte macht das Licht aus mit Isabell Schmidt  | Derek von Krogh, Tom Deininger, Isabell Schmidt                                                                               | Alles hat seine Zeit                            | 2013 |
| 23 | Der Mai ist gekommen                                | Justus Wilhelm Lyra, Emanuel Geibel                                                                                           | Unser Apfelhaus                                 | 1995 |
| 24 | Der Mond ist aufgegangen                            | Matthias Claudius, Johann Abraham Peter Schulz                                                                                | Komm lieber Mai…                                | 1990 |
| 25 | Der Sheriff                                         | Robert Görl, Gabi Delgado-Lopez                                                                                               | Cover Me                                        | 2007 |
| 26 | Der traurige Bär                                    | Nena Kerner | Nena macht... Rabatz                            | 1999 |
| 27 | Der vierte Advent                                   | | Nenas Weihnachtsreise                           | 1997 |
| 28 | Der Winter ist vergangen                            | Nena Kerner | Unser Apfelhaus                                 | 1995 |
| 29 | Der zweite Advent                                   | | Nenas Weihnachtsreise                           | 1997 |
| 30 | Die Gedanken sind freii                             | Jens Kuphal, Nena Kerner, Jürgen Dehmel                                                                                       | Komm lieber Mai…                                | 1990 |
| 31 | Die Geschichte Maria und Josef Teil I               | | Nenas Weihnachtsreise                           | 1997 |
| 32 | Die Geschichte Maria und Josef Teil II              | | Nenas Weihnachtsreise                           | 1997 |
| 33 | Die Geschichte Maria und Josef Teil III             | | Nenas Weihnachtsreise                           | 1997 |
| 34 | Die Geschichte von Maria und Josef Teil IV          | | Nenas Weihnachtsreise                           | 1997 |
| 35 | Die Geschichte vom Nikolaus                         | | Nenas Weihnachtsreise                           | 1997 |
| 36 | Die Kinder deiner Kinder                            | Udo Lindenberg | Cover Me                                        | 2007 |
| 37 | Die Sterne                                          | Philipp Palm | Madou und das Licht der Fantasie                | 2002 |
| 38 | Die Tür geht zu                                     | Jörn-Uwe Fahrenkrog-Petersen Nena Kerner, P. Di Leo, N. Rahy, A. Augustin, Patrick Christensen, Van Romaine                   | Willst du mit mir gehn                          | 2005 |
| 39 | Die Vogelhochzeit                                   | Nena Kerner | Unser Apfelhaus                                 | 1995 |
| 40 | Die Wanze                                           | Jens Kuphal, Nena Kerner, Jürgen Dehmel                                                                                       | Komm lieber Mai…                                | 1990 |
| 41 | Don’t Gimme That                                    | Charles Bobbitt, Sascha Vollmer                                                                                               | Sing meinen Song - Das Tauschkonzert - Volume 3 | 2016 |
| 42 | Don’t You Think That I’m A Lady erschien als Single | Rainer Kitzmann | The Stripes                                     | 1980 |
| 43 | Dreh dich                                           | Nena Kerner, Derek von Krogh, Uwe Fahrenkrog-Petersen, Larissa Kerner                                                         | Made in Germany                                 | 2009 |
| 44 | Du bist gut                                         | Derek Von Krogh, Nena Kerner, Arne Augustin                                                                                   | Du Bist Gut                                     | 2012 |
| 45 | Du bist so gut für mich erschien als Single         | Nena Kerner, Derek von Krogh, Uwe Fahrenkrog-Petersen                                                                         | Made in Germany                                 | 2009 |
| 46 | Du bist überall erschien als Single                 | Nena Kerner, Jürgen Dehmel | Wunder gescheh’n                                | 1989 |
| 47 | Du gibst                                            | Nena Kerner | Chokmah                                         | 2001 |
| 48 | Du hast dich entschieden                            | Nena Kerner, Derek von Krogh                                                                                                  | Made in Germany                                 | 2009 |
| 49 | Du kannst zaubern                                   | Klaus Heuser, Wolfgang Niedecken, Steve Borg, Wally Boecker, Hans Wollrath, Alexander Büchel, Manfred Boecker                 | Sing meinen Song - Das Tauschkonzert - Volume 3 | 2016 |
| 50 | Du kennst die Liebe nicht erschien als Single       | Nena Kerner | Feuer und Flamme                                | 1985 |

## E
| #  | Titel                                                   | Autoren | Album                                        | Jahr |
| -- | ------------------------------------------------------- | --- | -------------------------------------------- | ---- |
| 1  | Ecstasy erschien als Single                             | Rainer Kitzmann | The Stripes                                  | 1979 |
| 2  | Ein Andenken mit Lukas Hilbert                          | Nena Kerner | Nena macht... Rabatz                         | 1999 |
| 3  | Ein Brief                                               | Jörn-Uwe Fahrenkrog-Petersen, Nena Kerner,                                                                                     | Feuer und Flamme                             | 1985 |
| 4  | Ein Gespenst                                            | | Nena macht... Rabatz                         | 1999 |
| 5  | Ein Lied                                                | Christoph Doom Schneider, Christian Lorenz, Till Lindemann, Paul Landers, Oliver Riedel, Richard Kruspe                        | Cover Me                                     | 2007 |
| 6  | Ein Männlein steht im Walde                             | Jens Kuphal, Nena Kerner, Jürgen Dehmel                                                                                        | Komm lieber Mai…                             | 1990 |
| 7  | Ein Wort                                                | Nena Kerner | Oldschool                                    | 2015 |
| 8  | Einleitung: Die Bambus Bären Bande mit Katharina Keller | Axel Kroell, Marion Von Keller, Sven Dahlem                                                                                    | Nena und die Bambus Bären Bande              | 1996 |
| 9  | Einmal ist keinmal                                      | Manne Praeker | Nena                                         | 1983 |
| 10 | Einmal noch und immer mehr                              | Nena Kerner | Und alles dreht sich                         | 1994 |
| 11 | Einmal um die Welt                                      | Carlo Karges, Axel Kroell, Tina Baker, Gabriele Kerner                                                                         | Nena und die Bambus Bären Bande              | 1996 |
| 12 | Eisbrecher                                              | Carlo Karges | Eisbrecher                                   | 1986 |
| 13 | Eiszeit                                                 | Annette Humpe, Hans J. Behrendt, Frank Jürgen Krüger, Ulrich Deuker                                                            | Cover Me                                     | 2007 |
| 14 | Engel der Nacht erschien als Single                     | Carlo Karges, Uwe Fahrenkrog-Petersen                                                                                          | Eisbrecher                                   | 1986 |
| 15 | Es gibt keine Sicherheit                                | Nena Kerner | Made in Germany                              | 2009 |
| 16 | Es gibt so viele Möglichkeiten                          | Annette Humpe, Nena Kerner, Philipp Palm                                                                                       | Jamma nich                                   | 1998 |
| 17 | Es interessiert mich nicht                              | Nena Kerner, Derek von Krogh                                                                                                   | Best Of Nena                                 | 2010 |
| 18 | Es ist in Ordnung                                       | Tony Bruno, Lukas Hilbert, Nena Kerner, Philipp Palm                                                                           | Wenn alles richtig ist, dann stimmt was nich | 1998 |
| 19 | Es ist noch nicht zu spät / Das ist der Anfang          | Jörn-Uwe Fahrenkrog-Petersen, Nena Kerner, Derek von Krogh, P. Di Leo, N. Rahy, A. Augustin, Patrick Christensen, Van Romaine, | Willst du mit mir gehn                       | 2005 |
| 20 | Es klappert die Mühle                                   | Jens Kuphal, Nena Kerner, Jürgen Dehmel                                                                                        | Komm lieber Mai…                             | 1990 |
| 21 | Es muß raus                                             | Tony Bruno, Lukas Hilbert, Nena Kerner, Philipp Palm                                                                           | Wenn alles richtig ist, dann stimmt was nich | 1998 |
| 22 | Es regnet                                               | Nena Kerner | ? (Fragezeichen)                             | 1984 |
| 23 | Es regnet [2008]                                        | Trad., Nena Kerner | Himmel, Sonne, Wind und Regen                | 2008 |
| 24 | Es tanzt ein Bi-Ba-Butzemann                            | Jens Kuphal, Nena Kerner, Jürgen Dehmel                                                                                        | Komm lieber Mai…                             | 1990 |
| 25 | Es tönen die Lieder                                     | Nena Kerner | Unser Apfelhaus                              | 1995 |
| 26 | Es war eine Mutter                                      | Jens Kuphal, Nena Kerner, Jürgen Dehmel                                                                                        | Komm lieber Mai…                             | 1990 |
| 27 | Es wird immer wieder gut                                | Nena Kerner, Luci van Org | Jamma nich                                   | 1997 |
| 28 | Es wird schon weitergehn                                | Carlo Karges, Jürgen Dehmel | Feuer und Flamme                             | 1985 |

## F
| #  | Titel                                | Autoren                                                                                                  | Album                                           | Jahr |
| -- | ------------------------------------ | --- | ----------------------------------------------- | ---- |
| 1  | Fade Into You                        | David Roback, Hope Sandoval                                                                              | Cover Me                                        | 2007 |
| 2  | Fantasie                             | Samy Sorge, Derek von Krogh, Robert-Jan van der Toorn, Jan Günther, John T. Andrews, Wayne Anthony Brown | Sing meinen Song - Das Tauschkonzert - Volume 3 | 2016 |
| 3  | Fantasie ist Energie                 | | Madou und das Licht der Fantasie                | 2002 |
| 4  | Farben                               | Nena Kerner, Philipp Palm, Larissa Freitag                                                               | Himmel, Sonne, Wind und Regen                   | 2008 |
| 5  | Feuer und Flamme erschien als Single | Carlo Karges                                                                                             | Feuer und Flamme                                | 1985 |
| 6  | Forelle mit Maduh                    | Nena Kerner, Samuel Kerner                                                                               | Licht                                           | 2020 |
| 7  | Fragen mit Rolf Zuckowski            | Nena Kerner, Philipp Palm, Larissa Freitag                                                               | Himmel, Sonne, Wind und Regen                   | 2008 |
| 8  | Frei wie der Wind                    | Nena Kerner, Jürgen Dehmel                                                                               | Eisbrecher                                      | 1986 |
| 9  | Freiheit                             | Derek Von Krogh, John Andrews, Nena Kerner, Arne Augustin                                                | Du Bist Gut                                     | 2012 |
| 10 | Freunde                              | Axel Kroell, Tina Baker, Gabriele Kerner                                                                 | Nena und die Bambus Bären Bande                 | 1996 |
| 11 | Freunde wie wir                      | Nena Kerner, Sebastian Krumbiegel                                                                        | Nena und die Bambus Bären Bande                 | 1995 |
| 12 | Friday I’m In Love                   | Robert Smith, Simon Gallup, Perry Bamonte, Boris Williams, Porl Thompson                                 | Cover Me                                        | 2007 |
| 13 | Frieden                              | Derek Von Krogh, Nena Kerner, Arne Augustin                                                              | Du Bist Gut                                     | 2012 |
| 14 | Froh zu sein bedarf es wenig         | August Mühling                                                                                           | Unser Apfelhaus                                 | 1995 |
| 15 | Für alle, die                        | Suzie Kerstgens, Thomas Deininger, Sten Servaes                                                          | Cover Me                                        | 2007 |
| 16 | Für Dich mit Stefan Waggershausen    | Stefan Waggershausen                                                                                     | So ist das Spiel                                | 2010 |
| 17 | Für dich tu ich fast alles           | Ulla Meinecke                                                                                            | Cover Me                                        | 2007 |

## G
| #  | Titel                                       | Autoren                                                         | Album                             | Jahr |
| -- | ------------------------------------------- | --------------------------------------------------------------- | --------------------------------- | ---- |
| 1  | Galaxien                                    | Nena Kerner, Derek von Krogh, Larissa Kerner                    | Licht                             | 2020 |
| 2  | Ganz gelassen                               | Nena Kerner, Annette Humpe, Luci van Org, Philipp Palm          | Jamma nich                        | 1997 |
| 3  | Ganz oben                                   | Jörn-Uwe Fahrenkrog-Petersen, Nena Kerner, Rolf Brendel         | Die Band                          | 1982 |
| 4  | Ganz viel Zeit                              | Nena Kerner, Derek von Krogh, Uwe Fahrenkrog-Petersen           | Made in Germany                   | 2009 |
| 5  | Geh nicht vorbei                            | Joachim Heider, Joachim Relin                                   | Ich werde dich lieben (CD Single) | 2007 |
| 6  | Geheimnis / Mein Freund erschien als Single | Nena Kerner, Derek von Krogh, Uwe Fahrenkrog-Petersen           | Made in Germany                   | 2009 |
| 7  | Genau jetzt                                 | Gabriele Kerner, Samy Sorge, Jan van der Toorn, Derek von Krogh | Oldschool                         | 2015 |
| 8  | Gestern Nacht                               | Jörn-Uwe Fahrenkrog-Petersen, Nena Kerner, Carlo Karges,        | Feuer und Flamme                  | 1985 |
| 9  | Goldene Zeit goldenes Land                  | Corey Hart                                                      | Du Bist Gut                       | 2012 |
| 10 | Guten Abend, gute Nacht                     | Johannes Brahms                                                 | Komm lieber Mai…                  | 1990 |
| 11 | Guter Mond                                  | Philipp Palm, Ricardo Alvarez                                   | Unser Apfelhaus                   | 1995 |

## H
| #  | Titel                                                         | Autoren | Album                                         | Jahr |
| -- | ------------------------------------------------------------- | --- | --------------------------------------------- | ---- |
| 1  | Hangin’ On You                                                | Carlo Karges                                                                                                | 99 Luftballons                                | 1984 |
| 2  | Hänschen klein                                                | Jens Kuphal, Nena Kerner, Jürgen Dehmel                                                                     | Komm lieber Mai…                              | 1990 |
| 3  | Häschen in der Grube                                          | Nena Kerner                                                                                                 | Unser Apfelhaus                               | 1995 |
| 4  | Haus der drei Sonnen erschien als Single                      | Jörn-Uwe Fahrenkrog-Petersen, Carlo Karges                                                                  | Feuer und Flamme                              | 1985 |
| 5  | Haus der drei Sonnen mit Peter Heppner                        | Jörn-Uwe Fahrenkrog-Petersen, Carlo Karges                                                                  | Best Of Nena                                  | 2010 |
| 6  | Heimweh nach gestern                                          | Nena Kerner                                                                                                 | Und alles dreht sich                          | 1994 |
| 7  | Hejo, spann den Wagen an                                      | Jens Kuphal, Nena Kerner, Jürgen Dehmel                                                                     | Komm lieber Mai…                              | 1990 |
| 8  | Helden                                                        | David Bowie, Brian Eno,                                                                                     | Cover Me                                      | 2007 |
| 9  | Hero                                                          | Nena Kerner, Jürgen Dehmel                                                                                  | Wunder gescheh’n                              | 1989 |
| 10 | Heroes / Helden mit Rea Garvey / The BossHoss / Xavier Naidoo | David Bowie, Brian Eno                                                                                      | Das Beste aus den Live Shows - Die Highlights | 2011 |
| 11 | Heul’ Dich bei mir aus                                        | Tony Bruno, Lukas Hilbert, Nena Kerner, Philipp Palm                                                        | Wenn alles richtig ist, dann stimmt was nich  | 1998 |
| 12 | Heute bin ich gar nicht lieb                                  | Annette Humpe, Nena Kerner, Luci van Org                                                                    | Jamma Nich                                    | 1997 |
| 13 | Heute habe ich die Sonne mit dem Mond verwechselt             | Florian Sitzmann, Nena Kerner                                                                               | Chokmah                                       | 2001 |
| 14 | Hey, hey Wickie mit K-Rings                                   | Christian Bruhn, Andrea Wagner, Max Krings, Fritz Krings, Karl Krings                                       | Wickie auf großer Fahrt                       | 2011 |
| 15 | Hey Pauli ein neuer Ton                                       | Jörn-Uwe Fahrenkrog-Petersen, Nena Kerner, P. Di Leo, N. Rahy, Patrick Christensen, Van Romaine             | Willst du mit mir gehn                        | 2005 |
| 16 | Hi Hello!                                                     | | Nena macht... Rabatz                          | 1999 |
| 17 | Hier steht die Zeit noch still                                | Axel Kroell, Philipp Palm, Tina Baker, Gabriele Kerner                                                      | Nena und die Bambus Bären Bande               | 1996 |
| 18 | Himmel                                                        | Nena Kerner, Philipp Palm                                                                                   | Himmel, Sonne, Wind und Regen                 | 2008 |
| 19 | Hochzeit je t'aime                                            | Jörn-Uwe Fahrenkrog-Petersen, Nena Kerner, P. Di Leo, N. Rahy A. Augustin, Patrick Christensen, Van Romaine | Willst du mit mir gehn                        | 2005 |
| 20 | Hol mich zurück                                               | Rolf Brendel, Nena Kerner, Bernd Reisig                                                                     | Und alles dreht sich                          | 1994 |
| 21 | Hollerboller Rumpelsack                                       | Nena Kerner                                                                                                 | NENAs Weihnachtsreise                         | 1997 |
| 22 | Hopp Hopp Hopp                                                | Karl Gottlieb Hering, Karl Hahn                                                                             | Unser Apfelhaus                               | 1995 |
| 23 | Horch was kommt von draußen rein                              | Nena Kerner                                                                                                 | Unser Apfelhaus                               | 1995 |
| 24 | Horizont mit Udo Lindenberg                                   | Udo Lindenberg, Bea Reszat                                                                                  | Panikpräsident                                | 2003 |
| 25 | Hurra, es schneit                                             | Nena Kerner                                                                                                 | NENAs Weihnachtsreise                         | 1997 |

## I
| #  | Titel                                               | Autoren | Album                              | Jahr |
| -- | --------------------------------------------------- | --- | ---------------------------------- | ---- |
| 1  | I’m Not...                                          | Rainer Kitzmann | The Stripes                        | 1980 |
| 2  | Ich bin die Liebe                                   | Nena Kerner | Und alles dreht sich               | 1994 |
| 3  | Ich bin hyperaktiv                                  | Nena Kerner, Derek von Krogh                                                                                                  | Made in Germany                    | 2009 |
| 4  | Ich bleib' im Bett                                  | Carlo Karges | Nena                               | 1983 |
| 5  | Ich geh’ mit meiner Laterne                         | Jens Kuphal, Nena Kerner, Jürgen Dehmel                                                                                       | Komm lieber Mai…                   | 1990 |
| 6  | Ich hab dich verloren                               | Derek Von Krogh, Van Romaine, John Andrews, Nena Kerner, Paul Di Leo, Arne Augustin                                           | Du Bist Gut                        | 2012 |
| 7  | Ich halt’ dich fest                                 | Nena Kerner, Jürgen Dehmel | Und alles dreht sich               | 1994 |
| 8  | Ich häng' an dir                                    | Jörn-Uwe Fahrenkrog-Petersen, Nena Kerner                                                                                     | ? (Fragezeichen)                   | 1984 |
| 9  | Ich häng immer noch an dir mit Toktok               | Jörn-Uwe Fahrenkrog-Petersen, Nena Kerner                                                                                     | Nena feat. Nena                    | 2002 |
| 10 | Ich hör' mir zu                                     | Derek Von Krogh, Nena Kerner, Arne Augustin                                                                                   | Chokmah                            | 2001 |
| 11 | Ich kann nich’ mehr                                 | Nena Kerner, Rolf Brendel, Jürgen Dehmel                                                                                      | Bongo Girl                         | 1992 |
| 12 | Ich kann nix dafür mit Olli & Remmler               | Stephan Remmler, Björn Yttling, John Eriksson, Peter Morén                                                                    | Vollidiot (O.S.T.)                 | 2007 |
| 13 | Ich komm mit dir                                    | Jörn-Uwe Fahrenkrog-Petersen, Nena Kerner                                                                                     | Willst du mit mir gehn             | 2005 |
| 14 | Ich lieb’ dich                                      | Carlo Karges | Maxis & Mixes                      | 1983 |
| 15 | Ich lieb Dich überhaupt nicht mehr                  | | Hut ab! Hommage an Udo Lindenberg  | 1994 |
| 16 | Ich rechne mit allem                                | Nena Kerner | Oldschool                          | 2015 |
| 17 | Ich seh was mit ASD                                 | | Blockbasta                         | 2015 |
| 18 | Ich tanz’ allein                                    | | Nena macht... Rabatz               | 1999 |
| 19 | Ich umarm’ die ganze Welt                           | Nena Kerner, Lukas Hilbert | Alles Gute - Die Singles 1982–2002 | 1999 |
| 20 | Ich werde dich lieben erschien als Single           | Bruce Welch, Marlene Dietrich                                                                                                 | Cover Me                           | 2007 |
| 21 | Ich wünsch mir was                                  | Nena Kerner | NENAs Weihnachtsreise              | 1997 |
| 22 | Ihr Kinderlein kommet                               | | Nenas Weihnachtsreise              | 1997 |
| 23 | Im Frühtau zu Berge                                 | Nena Kerner | Unser Apfelhaus                    | 1995 |
| 24 | Im Märzen der Bauer                                 | Nena Kerner | Unser Apfelhaus                    | 1995 |
| 25 | Im Rausch der Liebe erschien als Single             | Nena Kerner, Jens Kuphal | Wunder gescheh’n                   | 1989 |
| 26 | Im Reich meiner Mitte                               | Derek Von Krogh, Nena Kerner, Arne Augustin                                                                                   | Du Bist Gut                        | 2012 |
| 27 | Im Schnee                                           | Carlo Karges, Axel Kroell, Tina Baker, Gabriele Kerner                                                                        | Nena und die Bambus Bären Bande    | 1996 |
| 28 | Immer weiter                                        | Jörn-Uwe Fahrenkrog-Petersen, Nena Kerner, Derek von Krogh, P. Di Leo, N. Rahy, A. Augustin, Patrick Christensen, Van Romaine | Willst du mit mir gehn             | 2005 |
| 29 | In den tiefen dunklen Gängen der Vergangenheit      | Udo Lindenberg | Cover Me                           | 2007 |
| 30 | In meinem kleinen Apfel                             | Traditional | Unser Apfelhaus                    | 1995 |
| 31 | In meinem Leben erschien als Single                 | Nena Kerner | Made in Germany                    | 2009 |
| 32 | Indianer                                            | Carlo Karges | Nena                               | 1983 |
| 33 | Irgendwie, irgendwo, irgendwann erschien als Single | Jörn-Uwe Fahrenkrog-Petersen, Carlo Karges                                                                                    | Feuer und Flamme                   | 1984 |
| 34 | Irgendwo mit KitschKrieg & Trettmann                | Bilderbuch, Silvio Brunner, Nena Kerner, KitschKrieg, Trettmann                                                               | KitschKrieg                        | 2020 |
| 35 | It’s All in the Game                                | Jörn-Uwe Fahrenkrog-Petersen, Carlo Karges                                                                                    | It’s All in the Game               | 1985 |
| 36 | It’s All Over Now Baby Blue                         | Bob Dylan | Cover Me                           | 2007 |

## J
| #  | Titel                                                         | Autoren | Album                               | Jahr |
| -- | ------------------------------------------------------------- | --- | ----------------------------------- | ---- |
| 1  | Ja das wars                                                   | Jan van der Toorn, Derek von Krogh, Nena, Herr Sorge, Thorsten Haas                                              | Oldschool                           | 2015 |
| 2  | Ja kann man denn da überhaupt was machen / Ich will was neues | Jörn-Uwe Fahrenkrog-Petersen, Nena Kerner, Derek von Krogh, P. Di Leo, N. Rahy, Patrick Christensen, Van Romaine | Willst du mit mir gehn              | 2005 |
| 3  | Jamma nich erschien als Single                                | Joachim Witt, Annette Humpe, Nena Kerner                                                                         | Jamma nich                          | 1997 |
| 4  | Jeden Tag                                                     | Jan van der Toorn, Derek von Krogh, Nena, Herr Sorge, Jan Günther                                                | Oldschool                           | 2015 |
| 5  | Jetzt bist du weg                                             | Jörn-Uwe Fahrenkrog-Petersen, Nena Kerner                                                                        | Eisbrecher                          | 1986 |
| 6  | Jetzt bist du weg mit Udo Lindenberg                          | Jörn-Uwe Fahrenkrog-Petersen, Nena Kerner                                                                        | Nena feat. Nena                     | 2002 |
| 7  | Jetzt ist diese Show zu Ende                                  | Nena Kerner | Live                                | 1995 |
| 8  | Jetzt ist früher vorbei                                       | Nena Kerner | Du bist so gut für mich (Single-CD) | 2010 |
| 9  | Jung wie du erschien als Single                               | Jörn-Uwe Fahrenkrog-Petersen, Carlo Karges                                                                       | Feuer und Flamme                    | 1985 |
| 10 | Just A Dream erschien als Single                              | Rolf Brendel, Carlo Karges                                                                                       | 99 Luftballons                      | 1984 |

## K
| #  | Titel                               | Autoren                                              | Album                                  | Jahr |
| -- | ----------------------------------- | ---------------------------------------------------- | -------------------------------------- | ---- |
| 1  | Kann schon sein                     | Florian Sitzmann, Nena Kerner                        | Chokmah                                | 2001 |
| 2  | Kaputt                              | Nena Kerner                                          | Jamma nich                             | 1997 |
| 3  | Karawane                            | Nena Kerner, Philipp Palm, Derek von Krogh           | Licht                                  | 2020 |
| 4  | Kein schöner Land                   | Anton Wilhelm von Zuccalmaglio                       | Komm lieber Mai…                       | 1990 |
| 5  | Keine Antwort                       | Carlo Karges, Jürgen Dehmel                          | ? (Fragezeichen)                       | 1984 |
| 6  | Keine Langeweile                    | Nena Kerner, Peter Szimannek                         | Wunder gescheh’n                       | 1989 |
| 7  | Keine Lügen mehr                    | Nena Kerner, Ralf Bursy                              | Bongo Girl                             | 1992 |
| 8  | Kicks In Berlin                     | Rainer Kitzmann                                      | The Stripes                            | 1980 |
| 9  | Kind singt vom Stall                | Nena Kerner                                          | NENAs Weihnachtsreise                  | 1997 |
| 10 | Kindlein mein                       | Traditional                                          | Tausend Sterne                         | 2002 |
| 11 | Kino                                | Rolf Brendel                                         | Nena                                   | 1983 |
| 12 | Kirschen                            | Trad., Nena Kerner                                   | Himmel, Sonne, Wind und Regen          | 2008 |
| 13 | Klein Häschen                       | Trad., Nena Kerner                                   | Himmel, Sonne, Wind und Regen          | 2008 |
| 14 | Kleine Taschenlampe brenn’          | Axel Klopprogge, Kenneth Taylor-King                 | Tausend Sterne                         | 2002 |
| 15 | Kling, Glöckchen, klingeling        | Nena Kerner                                          | NENAs Weihnachtsreise                  | 1997 |
| 16 | Knud                                | Nena Kerner, Philipp Palm, Lina Haak, Franziska Beck | Nena macht... Rabatz                   | 1996 |
| 17 | Komm lieber Mai                     | Jens Kuphal, Nena Kerner, Jürgen Dehmel              | Komm lieber Mai…                       | 1990 |
| 18 | Kommet ihr Hirten                   | Nena Kerner                                          | NENAs Weihnachtsreise                  | 1997 |
| 19 | Kommt ein Vogel geflogen            | Jens Kuphal, Nena Kerner, Jürgen Dehmel              | Komm lieber Mai…                       | 1990 |
| 20 | Kreis                               | Jan van der Toorn, Derek von Krogh, Nena, Herr Sorge | Oldschool                              | 2015 |
| 21 | Kuckuck, Kuckuck, ruft aus dem Wald | Jens Kuphal, Nena Kerner, Jürgen Dehmel              | Komm lieber Mai…                       | 1990 |
| 22 | Küss mich wach                      | Rolf Brendel                                         | ? (Fragezeichen)                       | 1984 |
| 23 | Kyrie Eleison                       |                                                      | El Dorado - Saving The Tropical Forest | 1990 |

## L
| #  | Titel                                          | Autoren                                                                                         | Album                                                                        | Jahr |
| -- | ---------------------------------------------- | ----------------------------------------------------------------------------------------------- | ---------------------------------------------------------------------------- | ---- |
| 1  | L.O.V.E. mit The Bosshoss & RubbelDieKatz      | Bert Kaempfert, Milt Gabler                                                                     | Liberty Of Action                                                            | 2011 |
| 2  | La le lu                                       | Heino Gaze                                                                                      | Tausend Sterne                                                               | 2002 |
| 3  | La vie c’est la chance                         | Nena Kerner, Rudi Jürs                                                                          | Wunder gescheh’n                                                             | 1989 |
| 4  | Lass die Leinen los                            | Ralf Gustke, Florian Sitzmann, Nena Kerner                                                      | Chokmah                                                                      | 2001 |
| 5  | Lass mich erschien als Single                  | Nena Kerner, Derek von Krogh, P. Di Leo, N. Rahy, A. Augustin, Patrick Christensen, Van Romaine | Willst du mit mir gehn                                                       | 2005 |
| 6  | Lass mich dein Pirat sein erschien als Single  | Nena Kerner, Rolf Brendel                                                                       | ? (Fragezeichen)                                                             | 1984 |
| 7  | Lass mich dein Pirat sein (Remix '91)          | Nena Kerner, Rolf Brendel                                                                       | Die Band                                                                     | 1991 |
| 8  | Laß los                                        | Annette Humpe, Rolf Brendel, Nena Kerner                                                        | Jamma nich                                                                   | 1997 |
| 9  | Laßt uns froh und munter sein                  | Nena Kerner                                                                                     | NENAs Weihnachtsreise                                                        | 1997 |
| 10 | Lautlos                                        | Derek Von Krogh, John Andrews, Arne Augustin                                                    | Du Bist Gut                                                                  | 2012 |
| 11 | Leaving The Suburbs                            | Rainer Kitzmann                                                                                 | The Stripes                                                                  | 1980 |
| 12 | Leise rieselt der Schnee                       | Eduard Ebel                                                                                     | Frohe Weihnacht - Die größten Stars singen unsere schönsten Weihnachtslieder | 2010 |
| 13 | Lena mit Pur                                   | Hartmut Engler, Ingo Reidl                                                                      | Live                                                                         | 1998 |
| 14 | Let Go Tonight mit Kevin Costner & Modern West | Park Chisolm                                                                                    | From Where I Stand                                                           | 2011 |
| 15 | Let Me Be Your Pirate                          | Nena Kerner, Rolf Brendel                                                                       | 99 Luftballons                                                               | 1984 |
| 16 | Let’s Humanize                                 | Nena, Rolf Brendel, Lisa Dal Bello, Jörn-Uwe Fahrenkrog-Petersen, Carlo Karges, Jürgen Dehmel   | It’s All in the Game                                                         | 1985 |
| 17 | Leuchtturm erschien als Single                 | Jörn-Uwe Fahrenkrog-Petersen, Nena Kerner                                                       | Nena                                                                         | 1983 |
| 18 | Leuchtturm (New Version) erschien als Single   | Jörn-Uwe Fahrenkrog-Petersen, Nena Kerner                                                       | Nena feat. Nena                                                              | 2002 |
| 19 | Leuchtturm (Version 2001)                      | Nena Kerner                                                                                     | Chokmah                                                                      | 2001 |
| 20 | Libellen                                       | Nena Kerner, Larissa Freitag                                                                    | Himmel, Sonne, Wind und Regen                                                | 2008 |
| 21 | Licht                                          | Nena Kerner, Robin Grubert, Philipp Palm, Mirko Schaffer, Mario Wesser, Marcel Heym             | Licht                                                                        | 2020 |
| 22 | Lichtarbeiter                                  | Florian Sitzmann                                                                                | Chokmah                                                                      | 2001 |
| 23 | Liebe ist erschien als Single                  | Jörn-Uwe Fahrenkrog-Petersen, Nena Kerner                                                       | Willst du mit mir gehn                                                       | 2005 |
| 24 | Lied Nummer Eins                               | Derek Von Krogh, John Andrews, Nena Kerner, Arne Augustin                                       | Du Bist Gut                                                                  | 2012 |
| 25 | Lieder von früher                              | Jan van der Toorn, Derek von Krogh, Nena, Herr Sorge, Jan Günther                               | Oldschool                                                                    | 2015 |
| 26 | Lose Control                                   | Rainer Kitzmann                                                                                 | The Stripes                                                                  | 1980 |

## M
| #  | Titel                                                     | Autoren | Album                                           | Jahr |
| -- | --------------------------------------------------------- | --- | ----------------------------------------------- | ---- |
| 1  | Mach die Augen auf erschien als Single                    | Nena Kerner | Cover Me                                        | 2007 |
| 2  | Mach dir keine Sorgen                                     | Nena Kerner | Bongo Girl                                      | 1992 |
| 3  | Mach doch, was ich will                                   | Nena Kerner | Oldschool                                       | 2015 |
| 4  | Machs doch                                                | Jörn-Uwe Fahrenkrog-Petersen, Nena Kerner, Derek von Krogh, P. Di Leo, N. Rahy, A. Augustin, Patrick Christensen, Van Romaine | Willst du mit mir gehn                          | 2005 |
| 5  | Mädchen vom Land                                          | Nena Kerner | Nena macht... Rabatz                            | 1999 |
| 6  | Made In Germany                                           | Nena Kerner, Derek von Krogh, Uwe Fahrenkrog-Petersen                                                                         | Made in Germany                                 | 2009 |
| 7  | Magie                                                     | Jan van der Toorn, Derek von Krogh, Nena, Herr Sorge, Vitor Soares                                                            | Oldschool                                       | 2015 |
| 8  | Mama Larissa Freitag                                      | Nena Kerner, Larissa Freitag                                                                                                  | Himmel, Sonne, Wind und Regen                   | 2008 |
| 9  | Manchmal ist ein Tag ein ganzes Leben erschien als Single | Nena Kerner | Bongo Girl                                      | 1992 |
| 10 | Mary hat ein kleines Lamm                                 | Paul McCartney, Linda McCartney, Gerd Müller-Schwanke                                                                         | Tiere brauchen Freunde                          | 1998 |
| 11 | Mein Freund                                               | Nena Kerner, Derek von Krogh, Van Romaine, Paul Di Leo                                                                        | Geheimnis (Single-CD)                           | 2010 |
| 12 | Mein Geheimnis                                            | |                                                 |      |
| 13 | Mein Hut, der hat drei Ecken                              | Nena Kerner | Unser Apfelhaus                                 | 1995 |
| 14 | Mein König                                                | Nena Kerner, Rolf Brendel, Frank Becking                                                                                      | Bongo Girl                                      | 1992 |
| 15 | Mein Schwert                                              | Andreas Rieke, Michael B. Schmidt, Michael DJ Beck, Ralf Goldkind, Thomas Dürr                                                | Cover Me                                        | 2007 |
| 16 | Mein Weg ist mein Weg erschien als Single                 | Klaus Hoffmann | Cover Me                                        | 2007 |
| 17 | Meine kleine heile Welt                                   | Tony Bruno, Lukas Hilbert, Nena Kerner, Philipp Palm                                                                          | Wenn alles richtig ist, dann stimmt was nich    | 1998 |
| 18 | Metal Guru                                                | Marc Bolan | Angel Headed Hipster                            | 2020 |
| 19 | Mon dernier jour (What If)                                | Rose Ann Dimalanta Kirsch, Ben Mühlethaler, Jan Dettwyler                                                                     | Sing meinen Song - Das Tauschkonzert - Volume 3 | 2016 |
| 20 | Mondlied                                                  | | Madou und das Licht der Fantasie                | 2002 |
| 21 | Mondsong erschien als Single                              | Nena Kerner | Eisbrecher                                      | 1986 |
| 22 | Morgenstund mit Schiller                                  | Christopher von Deylen, Jan Weigel, David Oesterling                                                                          | Morgenstund                                     | 2019 |
| 23 | Murks                                                     | | Madou und das Licht der Fantasie                | 2002 |

## N
| # | Titel                                          | Autoren                                                                                  | Album                  | Jahr |
| - | ---------------------------------------------- | ---------------------------------------------------------------------------------------- | ---------------------- | ---- |
| 1 | Na und?                                        | Armand Volker, Annette Humpe, Frank Oberpichler, Nena Kerner, Luci van Org, Philipp Palm | Jamma nich             | 1997 |
| 2 | Nachts wenn es warm ist                        | Thommie Bayer                                                                            | Made in Germany        | 2009 |
| 3 | Neues Land                                     | Jörn-Uwe Fahrenkrog-Petersen, Nena Kerner                                                | Willst du mit mir gehn | 2005 |
| 4 | Noch einmal                                    | Carlo Karges                                                                             | Nena                   | 1983 |
| 5 | Normal Types                                   | Rainer Kitzmann                                                                          | The Stripes            | 1979 |
| 6 | Novemberlied                                   | Nena Kerner                                                                              | NENAs Weihnachtsreise  | 1997 |
| 7 | Nun ruhen alle Wälder                          | Heinrich Isaac, Paul Gerhardt                                                            | Tausend Sterne         | 2002 |
| 8 | Nur geträumt erschien als Single               | Jörn-Uwe Fahrenkrog-Petersen, Nena Kerner, Rolf Brendel                                  | Nena                   | 1983 |
| 9 | Nur geträumt (New Version) erschien als Single | Nena Kerner                                                                              | Nena feat. Nena        | 2002 |

## O
| #  | Titel                              | Autoren | Album                              | Jahr |
| -- | ---------------------------------- | --- | ---------------------------------- | ---- |
| 1  | Observer                           | Rainer Kitzmann | Rainer Kitzmann                    | 1980 |
| 2  | Oh du fröhliche                    | Nena Kerner | NENAs Weihnachtsreise              | 1997 |
| 3  | Oh Tannenbaum                      | Nena Kerner | NENAs Weihnachtsreise              | 1997 |
| 4  | Ohne Ende erschien als Single      | Nena Kerner, Benni Freitag                                                                                         | Bongo Girl                         | 1992 |
| 5  | Ohne Liebe bin ich nichts          | Jörn-Uwe Fahrenkrog-Petersen, Nena Kerner, P. Di Leo, A. Augustin, Patrick Christensen, Van Romaine,               | Willst du mit mir gehn             | 2005 |
| 6  | Oldschool                          | Jan van der Toorn, Derek von Krogh, Nena, Herr Sorge                                                               | Oldschool                          | 2015 |
| 7  | Oldschool, Baby mit WestBam        | Westbam, Klaus Jankuhn                                                                                             | Alles Gute - Die Singles 1982–2002 | 2002 |
| 8  | On The Telephone                   | Rainer Kitzmann | The Stripes                        | 1980 |
| 9  | One, Two, Three, Four              | Karl-Heinz Böttcher                                                                                                | Nena macht... Rabatz               | 1999 |
| 10 | Only You mit Zara Larsson          | Joakim Berg, Mack, Michael Richard Flygare*, P. Marklund*, Tobias "Astma" Jimson*                                  | Only You (Single)                  | 2017 |
| 11 | Original Rudies mit Sam Ragga Band | Sean Theobalds, Marc Wilkes, Oliver Kusterer, Alexander Busse, Hartmut Karez, Esther Cowens, Detlef von Boetticher | Schade (Single-CD)                 | 2004 |
| 12 | Outro                              | Nena Kerner, Jürgen Dehmel                                                                                         | Bongo Girl                         | 1992 |
| 13 | Ouvertüre                          | | Madou und das Licht der Fantasie   | 2002 |

## R
| # | Titel                            | Autoren                                                               | Album                           | Jahr |
| - | -------------------------------- | --------------------------------------------------------------------- | ------------------------------- | ---- |
| 1 | Rabatz                           | Nena                                                                  | Nena macht... Rabatz            | 1999 |
| 2 | Rabba dabba ding dong Hasen Song | Axel Kroell, Philipp Palm, Tina Baker, Gabriele Kerner                | Nena und die Bambus Bären Bande | 1996 |
| 3 | Radio In Stereo                  | Rainer Kitzmann                                                       | The Stripes                     | 1980 |
| 4 | Rede lieber nicht zuviel         | Florian Sitzmann, Nena Kerner, Herbert Schwamborn                     | Chokmah                         | 2001 |
| 5 | Regen                            | Nena Kerner, Philipp Palm                                             | Himmel, Sonne, Wind und Regen   | 2008 |
| 6 | Remmidemmi                       | Malte Pittner, Sebastian Hackert, Bartosch Jeznach, Philipp Grütering | Cover Me                        | 2007 |
| 7 | Rette mich erschien als Single   | Carlo Karges                                                          | ? (Fragezeichen)                | 1984 |
| 8 | Ring frei                        | Carlo Karges                                                          | Eisbrecher                      | 1986 |

## P
| # | Titel     | Autoren                                                                                | Album     | Jahr |
| - | --------- | -------------------------------------------------------------------------------------- | --------- | ---- |
| 1 | Peter Pan | Derek Von Krogh, Jan van der Toorn, Nena Kerner, Herr Sorge, Dr. Zorn, Niklas Widemann | Oldschool | 2015 |

## S
| #  | Titel                               | Autoren | Album                                    | Jahr |
| -- | ----------------------------------- | --- | ---------------------------------------- | ---- |
| 1  | Sandmännchen                        | Anton Wilhelm von Zuccalmaglio                                                                                   | Unser Apfelhaus                          | 1995 |
| 2  | Satellitenstadt                     | Carlo Karges, Jürgen Dehmel                                                                                      | Nena                                     | 1983 |
| 3  | Schade mit Sam Ragga Band           | Nena Kerner, Sean Theobalds, Marc Wilkes, Oliver Kusterer, Alexander Busse, Hartmut Karez, Detlev von Boetticher | The Sound Of Sam Ragga                   | 2004 |
| 4  | Schicksal                           | Jan van der Toorn, Derek von Krogh, Nena, Herr Sorge                                                             | Oldschool                                | 2015 |
| 5  | Schlaf Kindchen, schlaf             | Jens Kuphal, Nena Kerner, Jürgen Dehmel                                                                          | Komm lieber Mai…                         | 1990 |
| 6  | Schlafe mein Prinzchen schlaf ein   | Bernhard Flies, Friedrich Wilhelm Gotter                                                                         | Komm lieber Mai…                         | 1990 |
| 7  | Schlaflied                          | Nena Kerner, Karo                                                                                                | Wunder gescheh’n                         | 1989 |
| 8  | Schmerzen                           | Nena Kerner | Made in Germany                          | 2009 |
| 9  | Schmetterling                       | Nena Kerner, Derek von Krogh, Daniel Biscan, John Andrews                                                        | Du Bist Gut                              | 2012 |
| 10 | Schneeflöckchen                     | Jens Kuphal, Nena Kerner, Jürgen Dehmel                                                                          | Komm lieber Mai…                         | 1990 |
| 11 | Schneeflöckchen Weißröckchen        | Nena Kerner | NENAs Weihnachtsreise                    | 1997 |
| 12 | Schnell schnell                     | | Madou und das Licht der Fantasie         | 2002 |
| 13 | Schön ist die Welt                  | Nena Kerner | Unser Apfelhaus                          | 1995 |
| 14 | SchönSchönSchön erschien als Single | Nena Kerner, Derek von Krogh, Uwe Fahrenkrog-Petersen                                                            | Made in Germany                          | 2009 |
| 15 | Schön von hinten                    | Françoise Cactus, Friedrich von Finsterwalde                                                                     | Cover Me                                 | 2007 |
| 16 | Schön wär es doch                   | Carlo Karges, Rolf Brendel                                                                                       | Eisbrecher                               | 1986 |
| 17 | Schritt für Schritt ins Paradies    | Rio Reiser, R.P.S. Lanrue                                                                                        | Rio Reiser - Familienalbum: Eine Hommage | 2003 |
| 18 | Sexy Boy                            | Jean-Benoît Dunckel, Nicolas Godin                                                                               | Cover Me                                 | 2007 |
| 19 | She’s a Rainbow                     | Mick Jagger, Keith Richards                                                                                      | Cover Me                                 | 2007 |
| 20 | Shine On                            | Nena Kerner, Philipp Palm, Derek von Krogh, John Andrews, Paul Di Leo, Samuel Kerner                             | Licht                                    | 2020 |
| 21 | Silbermond                          | Nena Kerner, Florian Sitzmann, Daniel Biscan                                                                     | Chokmah                                  | 2001 |
| 22 | Slipping Away                       | Moby | Cover Me                                 | 2007 |
| 23 | So sehr                             | Jonatha Brooke                                                                                                   | Die größten Disney Filmhits              | 2005 |
| 24 | So viele Fragen                     | | Madou und das Licht der Fantasie         | 2002 |
| 25 | So weit weg                         | | Madou und das Licht der Fantasie         | 2002 |
| 26 | Sois bienvenu                       | Jörn-Uwe Fahrenkrog-Petersen, Rolf Brendel                                                                       | ? (Fragezeichen)                         | 1984 |
| 27 | Solange du dir Sorgen machst        | Derek Von Krogh, Nena Kerner, Paul Di Leo, Arne Augustin                                                         | Du Bist Gut                              | 2012 |
| 28 | Sonne                               | Nena Kerner, Philipp Palm                                                                                        | Himmel, Sonne, Wind und Regen            | 2008 |
| 29 | Sonnemond                           | Nena Kerner, Herr Sorge, Jan van der Toorn, Derek von Krogh                                                      | Oldschool                                | 2015 |
| 30 | Sonnenaufgang                       | Jörn-Uwe Fahrenkrog-Petersen, Nena Kerner                                                                        | Eisbrecher                               | 1986 |
| 31 | Spannenlanger Hansel                | Nena Kerner | Unser Apfelhaus                          | 1995 |
| 32 | Starman                             | David Bowie | Cover Me                                 | 2007 |
| 33 | Steht auf                           | Nena Kerner, Jürgen Dehmel                                                                                       | Wunder gescheh’n                         | 1989 |
| 34 | Steine                              | Nena Kerner, Philipp Palm                                                                                        | Himmel, Sonne, Wind und Regen            | 2008 |
| 35 | Still, still                        | Nena Kerner | NENAs Weihnachtsreise                    | 1997 |
| 36 | Stille Nacht                        | Franz Xaver Gruber, Joseph Mohr                                                                                  | NENAs Weihnachtsreise                    | 1997 |
| 37 | Strangers erschien als Single       | J.J. Coinman | The Stripes                              | 1980 |
| 38 | Strobo Pop mit Die Atzen            | Manny Marc, Oliver Sauerland, Johannes Herbold, Ulli Timo Hammann, Frauenarzt aka DJ Atze                        | Party Chaos                              | 2011 |
| 39 | Summ summ summ                      | Jens Kuphal, Nena Kerner, Jürgen Dehmel                                                                          | Komm lieber Mai…                         | 1990 |
| 40 | Suse, liebe Suse                    | Jens Kuphal, Nena Kerner, Jürgen Dehmel                                                                          | Komm lieber Mai…                         | 1990 |
| 41 | Susi K.                             | Carlo Karges, Jürgen Dehmel                                                                                      | Maxis & Mixes                            | 1984 |

## T
| # | Titel                                 | Autoren                                  | Album                                         | Jahr |
| - | ------------------------------------- | ---------------------------------------- | --------------------------------------------- | ---- |
| 1 | Tanz auf dem Vulkan                   | Nena Kerner, Carlo Karges, Jürgen Dehmel | Nena                                          | 1983 |
| 2 | Tell Me Your Name erschien als Single | Michael Munder                           | The Stripes                                   | 1980 |
| 3 | The Last Time                         | Robert Görl, Gabi Delgado-Lopez          | Cover Me                                      | 2007 |
| 4 | Todmüde                               | Nena Kerner, Lukas Hilbert               | Wenn alles richtig ist, dann stimmt was nicht | 1998 |
| 5 | Toggolino Song                        |                                          | Toggolino Hits 2                              | 2005 |
| 6 | Tokyo                                 | Nena Kerner                              | Eisbrecher                                    | 1986 |
| 7 | Touristen-Song                        | Nena Kerner                              | Und alles dreht sich                          | 1994 |
| 8 | Tres Chichi                           | Amy Bolton, George Wallace               | The Stripes                                   | 1980 |

## U
| # | Titel                                     | Autoren | Album                  | Jahr |
| - | ----------------------------------------- | --- | ---------------------- | ---- |
| 1 | Überall ist Wunderland mit Rolf Zuckowski | Rolf Zuckowski | Dein Herz für Kinder   | 2008 |
| 2 | Und jetzt steh ich hier und warte         | Jörn-Uwe Fahrenkrog-Petersen, Nena Kerner, Derek von Krogh, P. Di Leo, N. Rahy, A. Augustin, Patrick Christensen, Van Romaine | Willst du mit mir gehn | 2005 |
| 3 | Unerkannt durchs Märchenland              | Nena Kerner, Jürgen Dehmel | ? (Fragezeichen)       | 1984 |
| 4 | Unser Tannenbaum                          | Nena Kerner | NENAs Weihnachtsreise  | 1997 |
| 5 | Us And Them                               | Roger Waters, Richard Wright                                                                                                  | Cover Me               | 2007 |
| 6 | Utopia                                    | Rolf Brendel | Feuer und Flamme       | 1985 |
| 7 | Utopia [English]                          | Rolf Brendel, Lisa Dal Bello                                                                                                  | It’s All In The Game   | 1985 |

## V
| # | Titel             | Autoren                                   | Album                         | Jahr |
| - | ----------------- | ----------------------------------------- | ----------------------------- | ---- |
| 1 | Verzeih’          | Nena Kerner, H. Scolud                    | Und alles dreht sich          | 1994 |
| 2 | Viel zuviel Glück | Gustl Lutjens                             | Und alles dreht sich          | 1994 |
| 3 | Vitamine          | Jörn-Uwe Fahrenkrog-Petersen, Nena Kerner | Willst du mit mir gehn        | 2005 |
| 5 | Vollmond          | Carlo Karges                              | Nena                          | 1983 |
| 4 | Von Kind zu Kind  | Nena Kerner, Philipp Palm, John Andrews   | Himmel, Sonne, Wind und Regen | 2008 |
| 6 | Vor deiner Tür    | Carlo Karges                              | Und alles dreht sich          | 1994 |

## W
| #  | Titel | Autoren | Album                                        | Jahr |
| -- | --- | --- | -------------------------------------------- | ---- |
| 1  | Wach’ auf | Nena Kerner | Und alles dreht sich                         | 1994 |
| 2  | Wandern | Nena Kerner | Licht                                        | 2020 |
| 3  | Ward ein Blümchen mir geschenket                                                                                               | Nena Kerner | Unser Apfelhaus                              | 1995 |
| 4  | Warning Signs | Rolf Brendel, Lisa Dal Bello, Jörn-Uwe Fahrenkrog-Petersen, Carlo Karges, Nena Kerner, Jürgen Dehmel                           | It’s All in the Game                         | 1985 |
| 5  | Warum | | Madou und das Licht der Fantasie             | 2002 |
| 6  | Was dann | Nena Kerner, Frank Becking | Bongo Girl                                   | 1992 |
| 7  | Was hast du in meinem Traum gemacht? erschien als Single                                                                       | Tony Bruno, Carsten Pape, Lukas Hilbert, Nena Kerner, Philipp Palm, Carsten P.                                                 | Wenn alles richtig ist, dann stimmt was nich | 1998 |
| 8  | Was immer du tust | Nena Kerner, Jürgen Dehmel | Bongo Girl                                   | 1992 |
| 9  | Weekend Love | Rainer Kitzmann | The Stripes                                  | 1980 |
| 10 | Weisse Wolke | Thommie Bayer | Und alles dreht sich                         | 1994 |
| 11 | Weisses Schiff | Thommie Bayer | Wunder gescheh’n                             | 1989 |
| 12 | Weisst Du wieviel Sternlein stehen                                                                                             | Jens Kuphal, Nena Kerner, Jürgen Dehmel                                                                                        | Komm lieber Mai…                             | 1990 |
| 13 | Weit über den Ozean | Nena Kerner, Rudy Nielson | Bongo Girl                                   | 1992 |
| 14 | Wem Gott will rechte Gunst erweisen                                                                                            | Friedrich Theodor Fröhlich, Joseph von Eichendorff                                                                             | Unser Apfelhaus                              | 1995 |
| 15 | Wenn die Fledermäuse tanzen | Axel Kroell, Philipp Palm, Tina Baker, Gabriele Kerner                                                                         | Nena und die Bambus Bären Bande              | 1996 |
| 16 | Wenn die Sonne scheint | Jörn-Uwe Fahrenkrog-Petersen, Nena Kerner, Derek von Krogh, P. Di Leo, N. Rahy, A. Augustin, Patrick Christensen, Van Romaine, | Willst du mit mir gehn                       | 2005 |
| 17 | Wenn ich ein Vöglein wär | Nena Kerner | Unser Apfelhaus                              | 1995 |
| 18 | Wenn wenigstens Sommer wär | Tony Bruno, Lukas Hilbert, Nena Kerner, Luci van Org, Philipp Palm                                                             | Wenn alles richtig ist, dann stimmt was nich | 1998 |
| 19 | Wer hat die schönsten Schäfchen                                                                                                | Johann Friedrich Reichardt, Hoffmann von Fallersleben                                                                          | Unser Apfelhaus                              | 1995 |
| 20 | Wer klopfet an | Nena Kerner | NENAs Weihnachtsreise                        | 1997 |
| 21 | Wide Wide wenne heißt meine Puthenne                                                                                           | Nena Kerner | Unser Apfelhaus                              | 1995 |
| 22 | Willst du mit mir gehn erschien als Single                                                                                     | Jörn-Uwe Fahrenkrog-Petersen, Nena Kerner                                                                                      | Willst du mit mir gehn                       | 2005 |
| 23 | Wind mit Kinderchor der NSH | Nena Kerner, Philipp Palm | Himmel, Sonne, Wind und Regen                | 2008 |
| 24 | Winde wehen, Schiffe gehen | Nena Kerner | Unser Apfelhaus                              | 1995 |
| 25 | Winter ade | Nena Kerner | Unser Apfelhaus                              | 1995 |
| 26 | Winter Sommer | Alexander Binder, Clueso, Norman Sinn                                                                                          | Cover Me                                     | 2007 |
| 27 | Wir bauen eine Stadt | Holger Hiller, Thomas Fehlmann                                                                                                 | Cover Me                                     | 2007 |
| 28 | Wir entspannen uns | Nena, Phillip Palm | Nena macht... Rabatz                         | 1999 |
| 29 | Wir fliegen | Jörn-Uwe Fahrenkrog-Petersen, Nena Kerner                                                                                      | Willst du mit mir gehn                       | 2005 |
| 30 | Wir haben ’ne Band | Nena Kerner | Nena macht... Rabatz                         | 1999 |
| 31 | Wir machen keine Kunst | Tony Bruno, Lukas Hilbert, Nena Kerner, Philipp Palm                                                                           | Wenn alles richtig ist, dann stimmt was nich | 1998 |
| 32 | Wir sind modern | Tony Bruno, Lukas Hilbert, Nena Kerner, Philipp Palm                                                                           | Wenn alles richtig ist, dann stimmt was nich | 1998 |
| 33 | Wir sind wahr erschien als Single                                                                                              | Nena Kerner, Lukas Hilbert, Uwe Fahrenkrog-Petersen                                                                            | Made in Germany                              | 2009 |
| 34 | Wir wollen nicht nur Schokolade                                                                                                | Nena Kerner | Nena macht... Rabatz                         | 1999 |
| 35 | Wo ist mein Zuhause | Derek Von Krogh, Nena Kerner, Arne Augustin                                                                                    | Du Bist Gut                                  | 2012 |
| 36 | Woman on Fire | Carlo Karges, Dalbello | It’s All in the Game                         | 1985 |
| 37 | Wow-Hao: Der Afrikanische Wanderfalke mit Utz Richter                                                                          | Axel Kroell, Marion Von Keller, Sven Dahlem                                                                                    | Nena und die Bambus Bären Bande              | 1996 |
| 38 | Wow-Hao: Der Afrikanische Wildesel mit Utz Richter                                                                             | Axel Kroell, Marion Von Keller, Sven Dahlem                                                                                    | Nena und die Bambus Bären Bande              | 1996 |
| 39 | Wow-Hao: Der Antarktis Pinguin mit Utz Richter                                                                                 | Axel Kroell, Marion Von Keller, Sven Dahlem                                                                                    | Nena und die Bambus Bären Bande              | 1996 |
| 40 | Wow-Hao: Der Buckelwal mit Utz Richter                                                                                         | Axel Kroell, Marion Von Keller, Sven Dahlem                                                                                    | Nena und die Bambus Bären Bande              | 1996 |
| 41 | Wow-Hao: Der Galapagos Leguan mit Utz Richter                                                                                  | Axel Kroell, Marion Von Keller, Sven Dahlem                                                                                    | Nena und die Bambus Bären Bande              | 1996 |
| 42 | Wow-Hao: Der Java Tiger mit Utz Richter                                                                                        | Axel Kroell, Marion Von Keller, Sven Dahlem                                                                                    | Nena und die Bambus Bären Bande              | 1996 |
| 43 | Wow-Hao: Der Schnee Leopard mit Utz Richter                                                                                    | Axel Kroell, Marion Von Keller, Sven Dahlem                                                                                    | Nena und die Bambus Bären Bande              | 1996 |
| 44 | Wow-Hao: Der Wasserfrosch mit Utz Richter                                                                                      | Axel Kroell, Marion Von Keller, Sven Dahlem                                                                                    | Nena und die Bambus Bären Bande              | 1996 |
| 45 | Wunder gescheh’n erschien als Single                                                                                           | Nena Kerner, Jürgen Dehmel | Wunder gescheh’n                             | 1989 |
| 46 | Wunder gescheh’n mit Joachim Witt                                                                                              | Nena Kerner, Jürgen Dehmel | Nena feat. Nena                              | 2002 |
| 47 | Wunder gescheh’n (Neue Version) erschien als Single (mit Ben, Udo Lindenberg, Sasha, Helge Schneider, Jasmin Tabatabai & Witt) | Nena Kerner, Jürgen Dehmel | Nena feat. Nena                              | 2003 |

## Y
| # | Titel                                | Autoren                                                                                       | Album                | Jahr |
| - | ------------------------------------ | --------------------------------------------------------------------------------------------- | -------------------- | ---- |
| 1 | Yippie Yoeh!                         | Nena Kerner                                                                                   | Nena macht... Rabatz | 1999 |
| 2 | You Don’t Have to Cry                | Jonny Pazzo                                                                                   | Bongo Girl           | 1992 |
| 3 | You Don’t Know What Love Is          | Rolf Brendel, Lisa Dal Bello, Jörn-Uwe Fahrenkrog-Petersen, Nena Kerner, Jürgen Dehmel        | It’s All in the Game | 1985 |
| 4 | You Keep Me Hangin’ On mit Kim Wilde | Lamont Dozier, Eddie Holland, Brian Holland                                                   | Never Say Never      | 2006 |
| 5 | You Must Be Good For Something       | Daryl Hall, John Oates                                                                        | The Stripes          | 1980 |
| 6 | Young As You                         | Nena, Rolf Brendel, Lisa Dal Bello, Jörn-Uwe Fahrenkrog-Petersen, Carlo Karges, Jürgen Dehmel | It’s All in the Game | 1985 |

## Z
| # | Titel                                     | Autoren | Album                            | Jahr |
| - | ----------------------------------------- | --- | -------------------------------- | ---- |
| 1 | Zaubertrick                               | Jörn-Uwe Fahrenkrog-Petersen, Rolf Brendel | Nena                             | 1983 |
| 2 | Zeichne mir dein Herz                     | Heike Kospach, Nena, Philipp Palm | Madou und das Licht der Fantasie | 2002 |
| 3 | Zimmer                                    | Nena Kerner, Christian Meyerholz, Christoph Erkes, Nicole Schettler, Sakias Kerner                                                             | Licht                            | 2020 |
| 4 | Zum Abschied                              | Nena Kerner | Nena macht... Rabatz             | 1999 |
| 5 | Zurück in die Zukunft                     | Nena Kerner, Samy Sorge, Sebastian Winkler, Silvio Brunner, Christian Meyerholz, Marcel Heym, Christoph Erkes, Nicole Schettler, Samuel Kerner | Licht                            | 2020 |
| 6 | Zusammen                                  | Carlo Karges | Eisbrecher                       | 1986 |
| 7 | Zwei Schmetterlinge auf einer Sommerwiese | Nena Kerner | Nena macht... Rabatz             | 1999 |